# Torrent de les Sorreres

El Torrent de les Sorreres, respecte del terme de Granera

El torrent de les Sorreres és un torrent del terme municipal de Granera, al Moianès.
Aquest curt torrent està situat a l'extrem oriental del terme, al límit amb el de Castellterçol. És al nord del paratge de les Sorreres, on es forma, a la dreta del torrent de les Gavinetes, amb el qual conflueix per formar el torrent del Sot del Calbó.